# Kreda (skała)

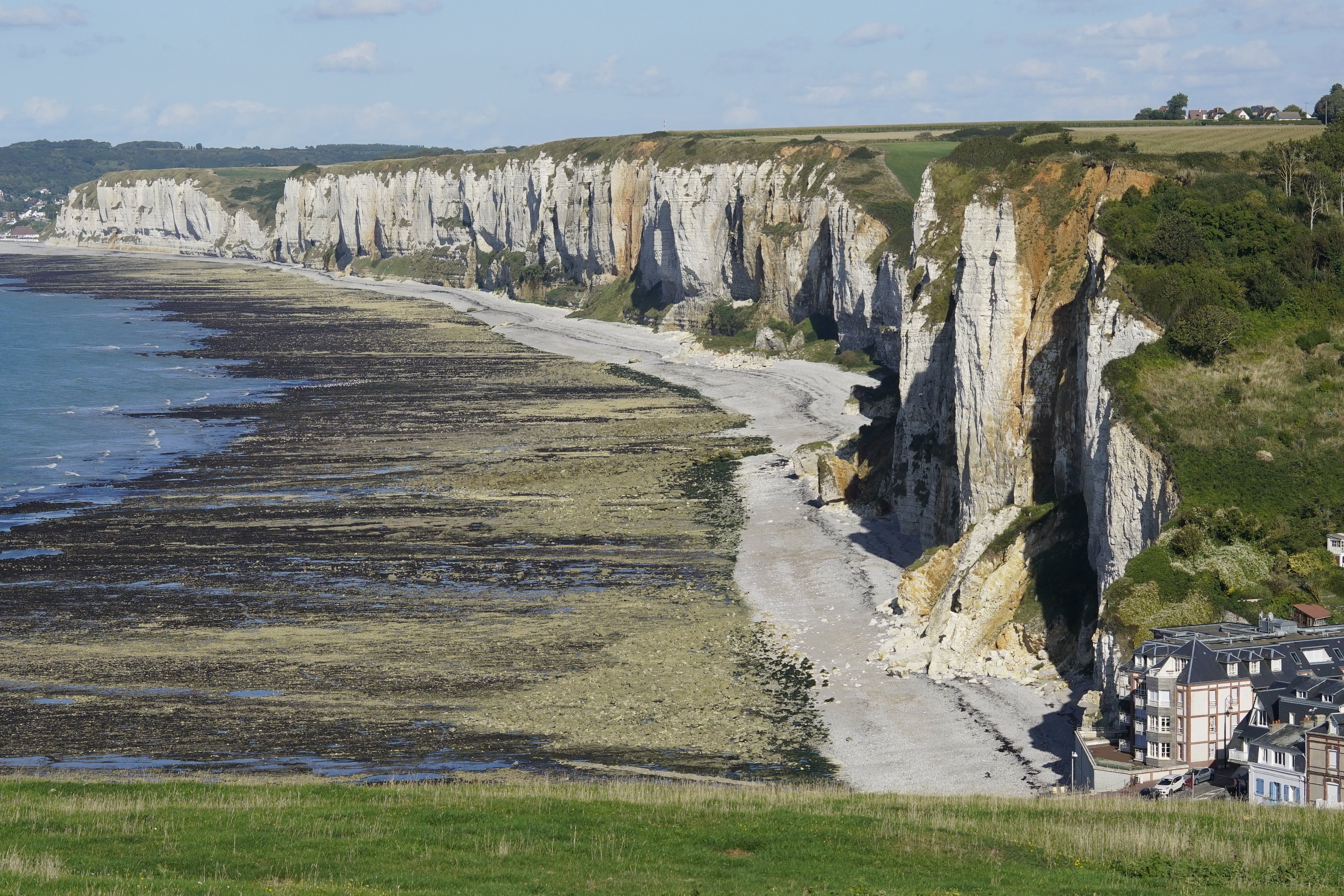
Kredowe klify w Dover

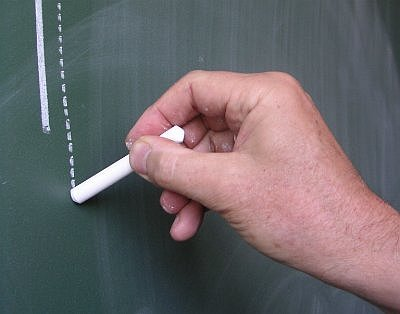
Kreda do pisania na tablicy

Kreda, kreda pisząca – skała osadowa, która powstała na dnie mórz i oceanów. 

## Opis
Jest odmianą wapieni dość czystych, niezawierających wielu domieszek. Jej podstawowym składnikiem jest kalcyt (CaCO3). Zbudowana jest głównie z mikroskopowych skorupek kokolitów i otwornic oraz bardzo drobnoziarnistego mikrytu. Inne skamieniałości (np. igły gąbek, małże, belemnity) występują podrzędnie. Jest to skała miękka, niezbyt zwięzła, porowata, dzięki czemu ma mały ciężar właściwy i jest lekka. Dodaje się ją do białych farb, proszków i past do zębów.
Kreda ma zastosowanie w przemyśle ceramicznym, chemicznym, farmaceutycznym i kosmetycznym. Odmiany szczególnie bogate w kokolity zmieszane z gipsem służą do pisania na tablicy. W Polsce duże złoża kredy występują w okolicach Chełma, Zamościa i Siedlec. Odkrywkowe kopalnie kredy znajdują się w Mielniku i Starej Kornicy.
Wyróżnia się również kredę jeziorną, która ma odmienną genezę i skład od kredy piszącej. Jest skałą wapienną pochodzenia chemicznego powstającą w jeziorach. Zbudowana jest z mikrytu wapiennego, wytrąconego z wody jeziornej. Często zawiera w swym składzie sporą ilość minerałów ilastych oraz szczątków roślinnych.